# Oualqadi
Oualqadi  (in arabo والقاضي‎?) è un centro abitato e comune rurale del Marocco situato nella provincia di Taroudant, regione di Souss-Massa. Conta una popolazione di 2 146 abitanti (censimento 2014).